# Pseudolimnophila seticostata
Pseudolimnophila seticostata är en tvåvingeart som beskrevs av Alexander 1936. Pseudolimnophila seticostata ingår i släktet Pseudolimnophila och familjen småharkrankar. Inga underarter finns listade i Catalogue of Life.